# Stoke Edith
Stoke Edith est une paroisse civile et un village du Herefordshire, en Angleterre.